# Hans Jessel
Hans Jessel (* 22. Januar 1956 in Westerland auf Sylt) ist ein deutscher Fotograf und Autor zu geografischen Themen.

## Leben
Hans Jessel arbeitete als Zivildienstleistender bei der Hörnumer Schutzstation Wattenmeer. Zu seinen Aufgaben gehörten u. a. Dia-Vorträge. Dabei stellte er fest, dass das Bildarchiv unzureichend ausgestattet war. Die Lücken füllte er selbst. Ab 1975 reiste er in viele Küstenregionen Europas, zum Schwerpunkt entwickelten sich die Atlantikküsten Frankreichs und Portugals, die Azoren und Madeira. Von 1975 bis 1978 studierte er Agrarwissenschaft an der Christian-Albrechts-Universität (CAU) zu Kiel, wo er seine Frau Silke von Bremen kennen lernte. Von 1980 bis 1987 studierte er Geografie, Landschaftsökologie und Zoologie ebenfalls an der CAU mit dem Abschluss zum Diplom-Geografen. Reisen nach Berlin, Paris und New York brachten erste Kontakte zur internationalen Fotokunst-Szene. Er lebt als freischaffender Fotograf und Autor in Westerland.